# Browning Arms Company
Pour les articles homonymes, voir Browning.
Browning Arms Company est un fabricant d’armes à feu fondé en Utah en 1878. 
Il produit une grande variété d'armes (carabine et fusil de chasse, pistolet et revolver). 
La société fut fondée à partir des inventions de John Moses Browning, un des inventeurs les plus prolifiques en matière d'armes à feu. 
De nombreux autres fabricants d’armes ont repris ses inventions (Winchester, Colt, Remington, FN Herstal, et Miroku (en)).
Les armes les plus connues de Browning sont le Browning Automatic Rifle (BAR), le fusil semi-automatique Auto-5 (premier fusil semi-automatique utilisable sans danger pour son utilisateur), et le pistolet GP-35 9mmPara (GP pour Grande Puissance, en anglais HP-35 pour High Power). Aujourd'hui, le pistolet le plus vendu de Browning est le Browning Buck Mark en 22 Long Rifle qui existe dans de nombreuses variantes.
Dans les années 1960, l'entreprise créa une branche de construction d'arcs et plus précisément d'arcs à poulies. Pour diverses raisons commerciales, la production d'arcs à poulies et la vente d'arcs s'est arrêtée en 2010.
Browning Arms Company est actuellement une filiale de la société belge FN Herstal.

## Divers
- Dans l'album l'île noire, Tintin a cette phrase : ... un Browning bien chargé est le commencement de la sagesse....
- C'est un modèle de la marque (le Browning M1910) qui servit à l'assassinat de l'archiduc François-Ferdinand d'Autriche le 28 juin 1914[2] (déclenchant la Première Guerre mondiale), ainsi que pour l'assassinat de Paul Doumer[3], Président de la République française, le 6 mai 1932.